# تارة هيرلي
تارة هيرلي (بالإنجليزية: Tara Hurley)‏ هي مخرجة أمريكية، ولدت في 6 أغسطس 1976 في بروفيدنس في الولايات المتحدة.